# Cand.oecon.agro.
Cand.oecon.agro. (latin: candidatus/candidata oeconomiæ agronomiæ) er betegnelsen for en person, der er indehaver af en kandidatgrad i jordbrugsøkonomi fra Københavns Universitet.
| Skole | Spire Denne artikel om en skole, en uddannelsesinstitution eller uddannelse er en spire som bør udbygges. Du er velkommen til at hjælpe Wikipedia ved at udvide den. |